# Transportgeschwader 1
Das Transportgeschwader 1 war ein Verband der Luftwaffe der Wehrmacht im Zweiten Weltkrieg. Es wurde ursprünglich am 26. August 1939 als Kampfgeschwader z.b.V. 1 aufgestellt. Als Transportgeschwader, ausgestattet mit Transportflugzeugen, erst vom Typ Junkers Ju 52/3m, später auch mit der Savoia-Marchetti SM.75 und der Savoia-Marchetti SM.82 führte es Transportaufträge durch. Das Geschwader beteiligte sich am Unternehmen Weserübung, dem Westfeldzug, der Luftlandeschlacht um Kreta dem Deutsch-Sowjetischen Krieg und der Abwehr der alliierten Landung in der Normandie. Es wurde am 30. September 1944 aufgelöst. 

## Aufstellung
Der Stab, die II. und III. Gruppe des Geschwaders entstanden am 26. August 1939 als Kampfgeschwader zur besonderen Verwendung 1 (KG z.b.V. 1) in Stendal (Lage). Eine I. Gruppe wurde zeitgleich in Gardelegen (Lage) und eine IV. Gruppe in Liegnitz (Lage) aufgestellt. Im Mai 1943 wurde das KG z.b.V. 1  in Transportgeschwader 1 umbenannt.
Anfangs waren alle vier Gruppen mit der dreimotorigen Junkers Ju 52 ausgestattet. Ab Oktober 1943 bekamen die II. und III. Gruppe italienische Transportmaschinen vom Typ Savoia-Marchetti SM.75 und SM.82. Das Geschwader wurde am 30. September 1944 aufgelöst. Lediglich die IV. Gruppe bis zum 30. Januar 1945 und die I. Gruppe mit der 1. und 2. Staffel bis Kriegsende blieben weiter im Einsatz. Die Geschwaderkennung war 1Z.

## Gliederung
Der Geschwaderkommodore und sein Stab führten die I. bis IV. Gruppe die wiederum in Staffeln unterteilt waren. Die 1. bis 4. Staffel gehörte der I. Gruppe, die 5. bis 8. Staffel der II. Gruppe, die 9. bis 12. Staffel der III. Gruppe und die 13. bis 16. Staffel der IV. Gruppe an. Jede Staffel, geführt durch einen Staffelkapitän, war in vier Ketten mit je drei Flugzeugen unterteilt. Daraus ergab sich eine Sollstärke der Transportgruppe von je 48 Flugzeugen, geführt durch den Gruppenkommandeur. Dies ergab bei vier Transportgruppen eine Sollstärke des Geschwaders von 192 Flugzeugen.

## Geschichte

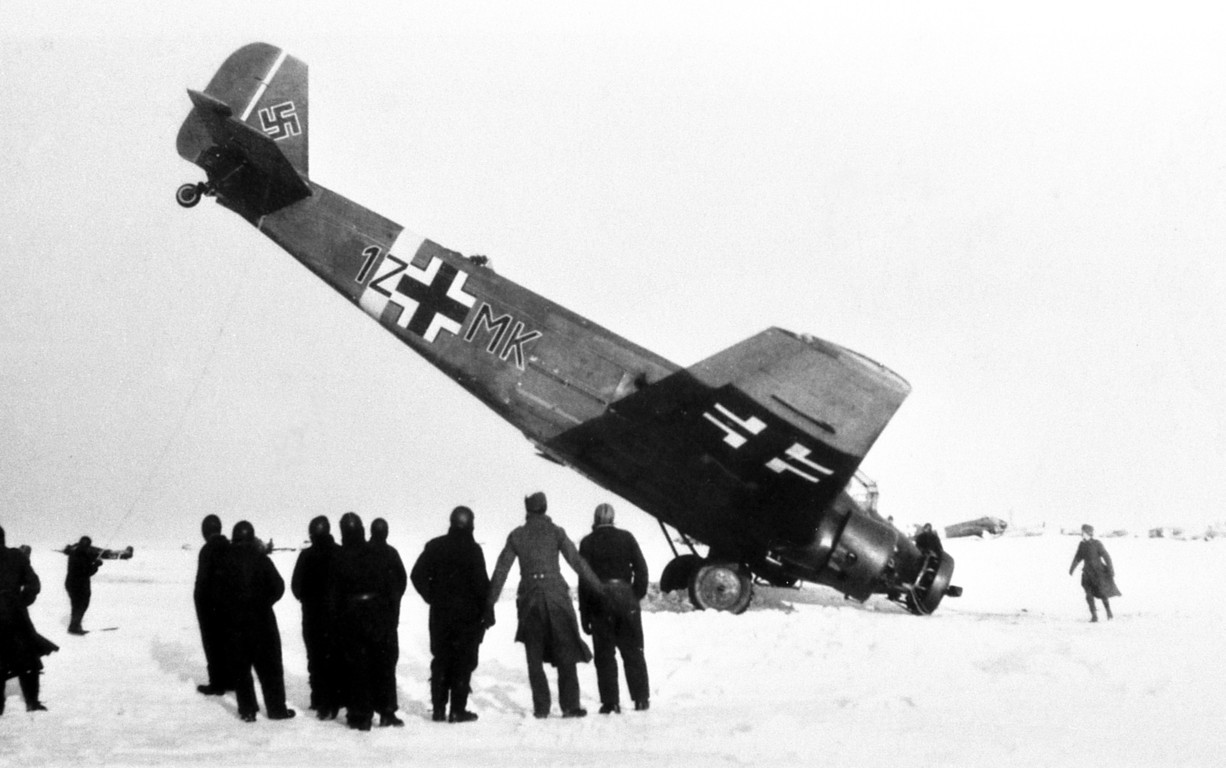
Junkers Ju 52 der 2. Staffel des Kampfgeschwaders z.b.V. 1

Die Aufstellung des Geschwaders ist eng mit der Einrichtung der Fallschirmjägerschule Stendal verbunden, sollte es doch anfangs als Transportgeschwader für Fallschirmjäger- und Luftlandeverbände dienen. Zu Beginn des Zweiten Weltkrieges waren alle Fallschirmjäger- und Luftlandeverbände in der 7. Flieger-Division zusammengefasst. So auch das KG z.b.V. 1, deren I. und II. Gruppe in Schönfeld-Seifersdorf, die III. Gruppe in Aslau (Lage) und die IV. Gruppe in Liegnitz lag. Alle Gruppen waren mit der Junkers Ju 52 ausgestattet, einem Transportflugzeug, das mit seinen drei BMW 132-Motoren eine Startleistung von 2250 PS erreichte, ihm eine Höchstgeschwindigkeit von 290 km/h verlieh und eine Nutzlast von 1500 kg. Der dreiköpfigen Besatzung standen zur Selbstverteidigung ein 13-mm-MG im offenen Stand über dem Rumpf und zwei 7,92-mm-MG an den Rumpfseiten zur Verfügung.
Beim Überfall auf Dänemark und Norwegen kam das Geschwader unter dem X. Fliegerkorps zum Einsatz. Die I. und II. Gruppe lagen bei Beginn in Uetersen (Lage), die III. und IV. Gruppe in Hagenow (Lage).

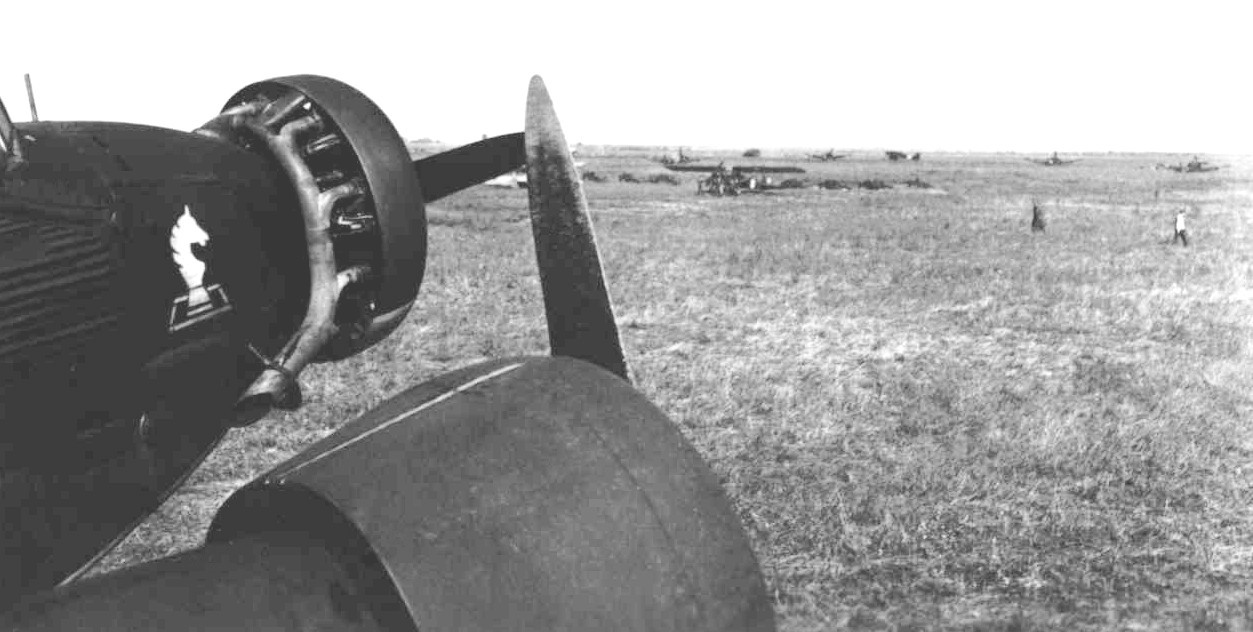
Gruppenabzeichen/Emblem „der Springer“ der I. Gruppe des Kampfgeschwaders z.b.V. 1

Anschließend beteiligte sich das Geschwader an dem Überfall auf die Niederlande im Rahmen des Westfeldzuges. Dabei war es Teil des Luftlandekorps der Luftflotte 2 und setzte Fallschirmjäger an den Brücken über das Hollands Diep bei Moerdijk, über die Noord bei Dordrecht, die Neue Maas bei Rotterdam, die Waalbrücke Nijmegen und die Brücke bei Arnheim ab.
Bei der am 20. Mai 1941 beginnenden Luftlandeschlacht um Kreta waren die I. und II. Gruppe dem XI. Fliegerkorps der Luftflotte 4 unterstellt. Vom griechischen Flugplatz Megara (Lage) aus, flogen sie Fallschirmjäger und Luftlandetruppen nach Kreta.
Das gesamte Geschwader blieb im Mittelmeerraum und war am 22. Juni 1941 auf dem griechischen Flugplatz Eleusis (Lage) beheimatet und dem X. Fliegerkorps unterstellt.

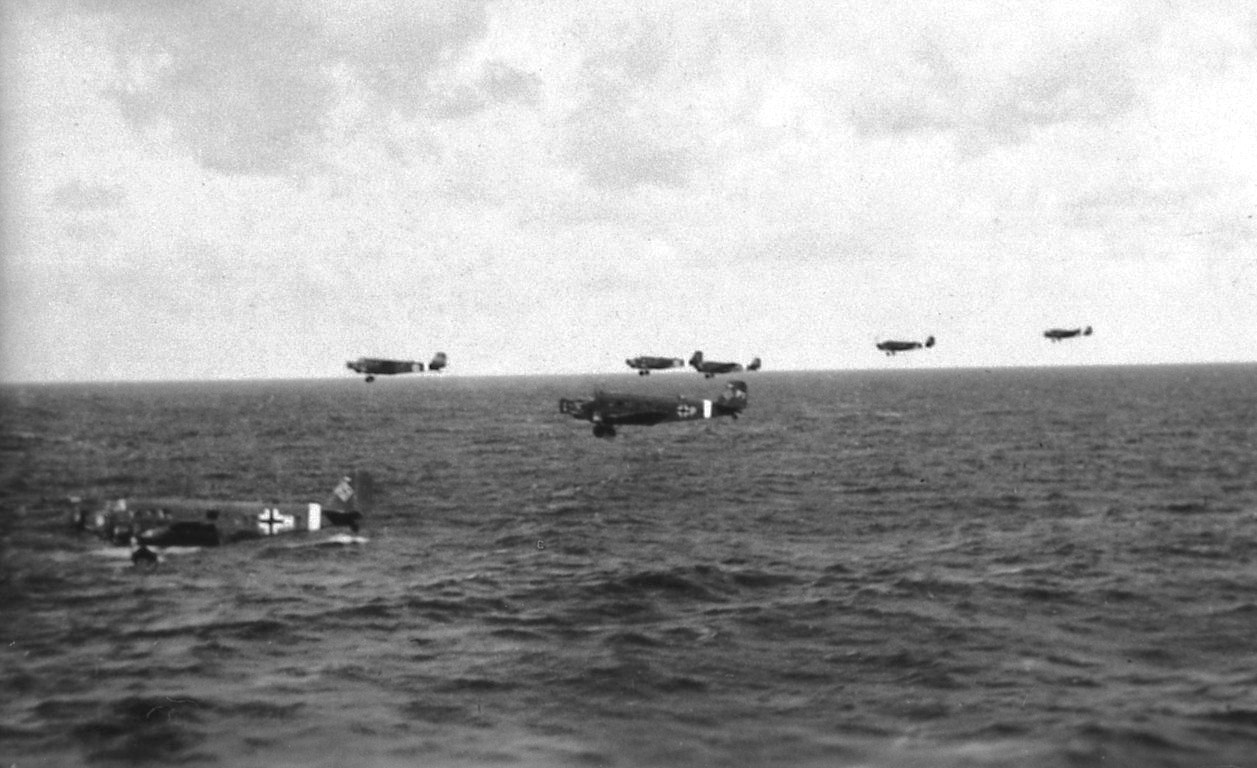
Junkers Ju 52 der III. Gruppe des Kampfgeschwaders z.b.V. 1 im Tiefflug über dem Mittelmeer, 1943

Im Oktober 1941 wechselte die I. Gruppe auf den Fliegerhorst Riga-Spilve (Lage) im Nordabschnitt der Ostfront, im Krieg gegen die Sowjetunion. Vom 19. Februar bis 18. Mai 1942 flogen die II. und IV. Gruppe Versorgungseinsätze bei der Kesselschlacht von Demjansk.
Im Juni 1942 lagen die III. und IV. Gruppe in Tobruk (Lage) in Libyen und Malemes (Lage) auf Kreta und waren dem Lufttransportführer Mittelmeer unterstellt, der zur Luftflotte 2 gehörte.
Zwischen dem 23. November 1942 und dem 2. Februar 1943 nahmen die I. und II. Gruppe an den verlustreichen Einsätze zur Versorgung des Kessels von Stalingrad teil. Innerhalb von zwei Monaten entstanden Verluste von 50 % der eingesetzten Maschinen und des Personals.
Am 25. Juli 1943 fiel der Gruppenkommandeur der I. Gruppe, Major Ernst Maess, als seine Ju 52 (Geschwaderkennung 1Z+AB) durch britische Spitfire über dem Golf von Saint Euphemia zwischen Kalabrien und Sizilien abgeschossen wurde.
Im Oktober 1943 gab die III. Gruppe ihre bisher verwendeten Transportflugzeuge von Typ Ju 52 ab und erhielt dafür italienische Savoia-Marchetti SM.75 und Savoia-Marchetti SM.82. Beide Maschinen wiesen wesentlich bessere Leistungen auf. Die SM.75, ein ursprünglich ziviles Verkehrsflugzeug hatte drei Sternmotoren Alfa Romeo 126 RC.134 mit insgesamt 2250 PS die ihm eine Höchstgeschwindigkeit von 363 km/h gaben und eine Nutzlast von 9500 kg. Der SM.82 verliehen 3 Neunzylinder-Sternmotoren Alfa Romeo 128 RC.21 mit jeweils 963 PS eine Höchstgeschwindigkeit von 347 km/h und eine Nutzlast von 4000 kg. Im November führte die III. Gruppe von beiden Typen insgesamt 25 Maschinen in ihren Reihen. Im Januar 1944 erhielt die II. Gruppe ebenfalls diese Transportmaschinen. 
Bei Beginn der alliierten Landung in der Normandie am 6. Juni 1944 lag die III. Gruppe mit 16 Savoia-Marchetti SM.82 in Celle (Lage) und war der für den Westraum zuständigen Luftflotte 3 unterstellt.
Die I. Gruppe verfügte am 10. Januar 1945 über 45 Junkers Ju 52, während die IV. Gruppe 16 Heinkel He 111 zur Verfügung hatte.

## Kommandeure

### Geschwaderkommodore
| Dienstgrad | Name                     | Zeit                                 |
| ---------- | ------------------------ | ------------------------------------ |
| Oberst     | Friedrich-Wilhelm Morzik | 1. August 1939 bis 1. August 1941    |
| Oberst     | Rudolf Trautvetter       | 1. August 1941 bis 1. Dezember 1941  |
| Oberst     | Otto-Lutz Förster        | 1. Dezember 1941 bis 23. März 1943   |
| Oberst     | Karl Drewes              | 23. März 1943 bis 6. April 1943      |
| Oberst     | Adolf Jäckel             | 7. April 1943 bis 10. Juli 1944      |
| Oberst     | Josef Kögl               | 11. Juli 1944 bis 30. September 1944 |

### Gruppenkommandeure
I. Gruppe
- Major Max Ziervogel, 26. August 1939 bis 22. November 1939[20]
- Major Karl Georg Witt, 22. November 1939 bis 30. August 1940[21]
- Major Adolf Jäckel, 31. August 1940 bis 7. Mai 1941[22]
- Major Otto-Lutz Förster, 10. Mai 1941 bis 7. Dezember 1941[23]
- Major Theodor Beckmann, Dezember 1941 bis Februar 1942[24]
- Major Ernst Maess, Februar 1942 bis 25. Juli 1943 †[25]
- Major Oskar Schmidt, 15. Oktober 1943 bis 8. Mai 1945[26]

II. Gruppe
- Hauptmann Friedrich-Wilhelm von Lindenau, 26. August 1939 bis April 1940[27]
- Major Karl Drewes, April 1940 bis April 1940[28]
- Hauptmann Arnold Willerding, Januar 1941 bis Juli 1941[29]
- Hauptmann Guido Neundlinger, August 1941 bis 17. Mai 1943[30]
- Hauptmann Gerhard Dudeck, 18. Mai 1943 bis 15. Februar 1944[31]
- Major Heinz Klamke, 15. Februar 1944 bis 26. September 1944[32]

III. Gruppe
- Hauptmann Markus Zeidler, 26. August 1939 bis 1. September 1940[33]
- Major Rudolf Starke, 2. September 1940 bis Mai 1941[34]
- Oberst Walter Schroeder, Juni 1941 bis 1942[35]
- Hauptmann Siegfried Hagena, 15. Oktober 1942 bis 1. Mai 1943[36]
- Major Walter Hornung, 2. Mai 1943 bis Juni 1943[37]
- Major Siegfried Hagena, Juni 1943 bis 6. Juli 1943[38]
- Hauptmann Franz Stipschitsch, 25. August 1943 bis Dezember 1943[39]
- Major Fridolin Fath, Dezember 1943 bis 4. September 1944[40]

IV. Gruppe
- Major Johann Janzen, 26. August 1939 bis November 1939[41]
- Hauptmann Theodor Beckmann, 1. April 1940 bis Dezember 1941[42]
- Hauptmann Theodor Beckmann, Februar 1942 bis April 1942[43]
- Hauptmann Fridolin Fath, Juli 1942[44]
- Major Theodor Scheuring, Januar 1943 bis Januar 1943[45]
- Hauptmann Kurt Schneidenberger, 16. Januar 1943 bis März 1944[46]
- Hauptmann Josef Penkert, März 1944 bis April 1944[47]
- Major Karl-Heinz Schütte, 1. Mai 1944 bis 30. Januar 1945[48]

## Auszeichnungen
Bekannte Träger des Ritterkreuz des Eisernen Kreuzes oder höherer Stufen des Kampfgeschwader z.b.V. 1 oder des Transportgeschwaders 1.
| Name                      | Dienstgrad    | Einheit          | Ritterkreuz   |
| ------------------------- | ------------- | ---------------- | ------------- |
| Beckmann, Theodor         | Oberst        | IV./KG z.b.V. 1  | 23. Dez. 1942 |
| Fath, Fridolin            | Major         | IV./KG z.b.V. 1  | 23. Dez. 1942 |
| König, Herbert            | Oberfeldwebel | 12./TG 1         | 9. Juni 1944  |
| Meltzer, Walter           | Oberleutnant  | III./KG z.b.V. 1 | 23. Dez. 1942 |
| Möller, Lorenz            | Oberleutnant  | II./KG z.b.V. 1  | 4. Feb. 1942  |
| Morzik, Friedrich-Wilhelm | Oberst        | Stab/KG z.b.V. 1 | 16. Apr. 1942 |
| Rötche, Hans              | Oberfeldwebel | 16./TG 1         | 18. Nov. 1944 |
| Walter, Domenikus         | Oberfeldwebel | IV./KG z.b.V. 1  | 24. Dez. 1942 |
| Zeebhauser, Paul          | Oberfeldwebel | 16./TG 1         | 18. Nov. 1944 |
| Ziehr, Leonhard           | Oberfeldwebel | 13./TG 1         | 16. Dez. 1944 |

## Bekannte Geschwaderangehörige
- Gustav Hauck (1910–1983), war ein österreichischer Segelflieger